# Bucculatrix benacicolella
Bucculatrix benacicolella är en fjärilsart som beskrevs av Hartig 1937. Bucculatrix benacicolella ingår i släktet Bucculatrix och familjen kronmalar. Inga underarter finns listade i Catalogue of Life.